# Ingrid Bergner
Ingrid Bergner (* 19. April 1970 in München) ist eine deutsche Juristin. Sie ist Richterin am Bundessozialgericht.

## Leben und Wirken
Bergner studierte Rechtswissenschaften an der Universität München, wo sie ihr Erstes Staatsexamen ablegte. 1996 legte sie nach dem Referendariat ihr Zweites Staatsexamen ab und trat danach zum 1. Juli 1996 in die Dienste des Bayerischen Staatsministeriums für Arbeit und Sozialordnung, Familie und Frauen. 2004 trat sie eine Richterstelle am Sozialgericht Augsburg in einer Kammer für Unfallversicherungs- und Schwerbehindertenrecht an. 2006 wechselte sie in eine Kammer für Kranken und Rentenversicherungsrecht an das Sozialgericht München. Ab 2008 war Bergner als wissenschaftliche Mitarbeiterin von Ferdinand Kirchhof an das Bundesverfassungsgericht abgeordnet. Im Juli 2010 wurde Bergner Richterin am Bayerischen Landessozialgericht zunächst im 15. Senat, ab 2011 im 1. und im 13. Senat und als Präsidialrichterin. Im März 2015 wurde sie zur Richterin am Bundessozialgericht gewählt und am 28. Juni 2016 mit Wirkung zum 1. Juli 2016 ernannt. Dort wurde sie zunächst dem für die Rentenversicherung zuständigen 13. Senat zugewiesen. Seit Januar 2020 gehört sie dem 12. Senat an.